# Sasha Calle

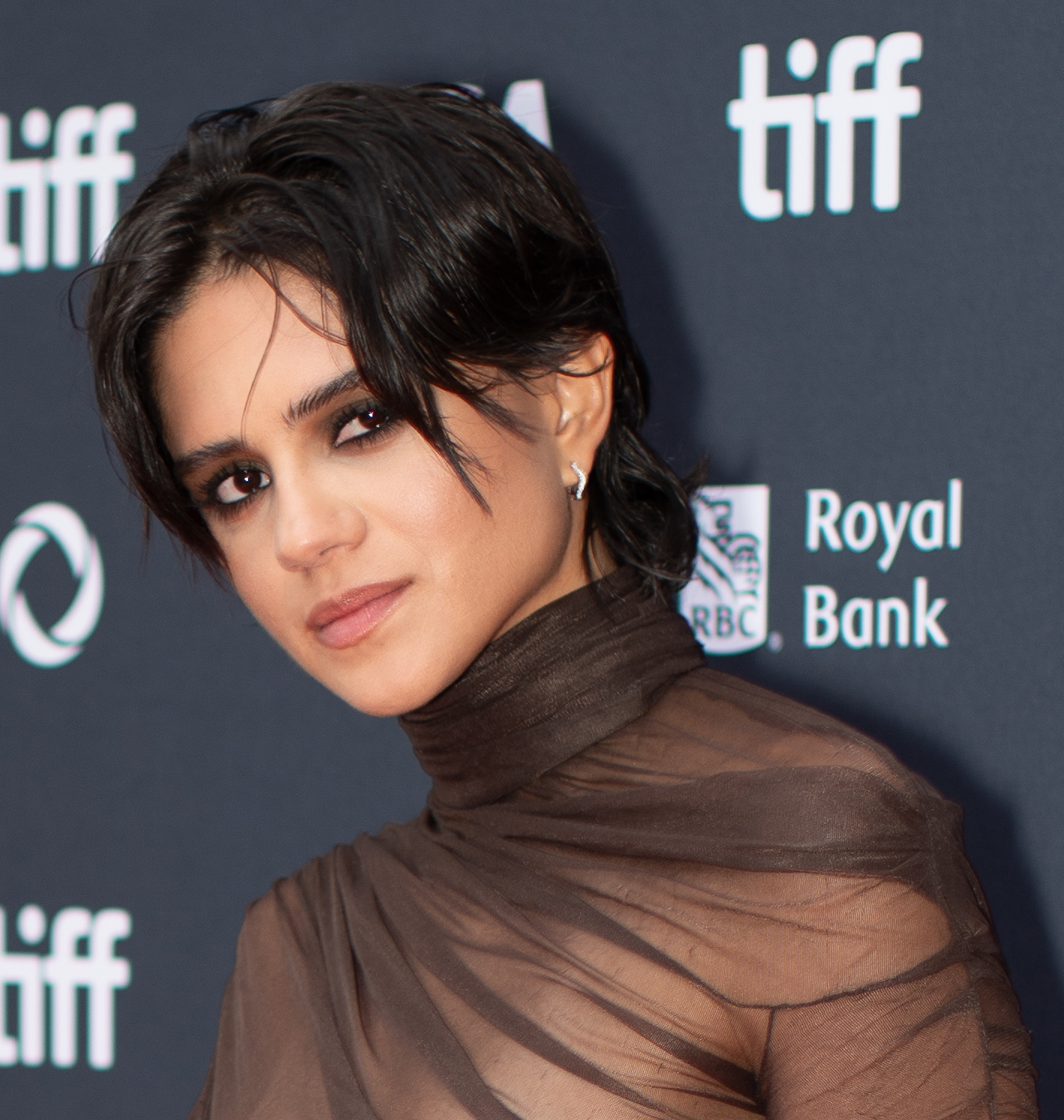
Sasha Calle (2024)

Sasha Calle (spanisch: [ˈsaʃa ˈkaʝe]; * 7. August 1995 in Boston) ist eine US-amerikanische Schauspielerin.

## Leben und Karriere
Sasha Calle wurde in eine Familie kolumbianischer Herkunft in Boston geboren und wuchs mit einem jüngeren Bruder auf. Als sie zwei Jahre alt war, zog ihre Mutter mit ihr nach Kolumbien und kehrte nach zwei Jahren in die USA zurück. Mit 17 zog sie nach Los Angeles, um an der American Musical and Dramatic Academy zu studieren.
Von 2018 bis 2021 war sie in der Serie Schatten der Leidenschaft als Köchin Lola Rosales zu sehen. 2020 wurde sie für die Auszeichnung Daytime Emmy Award als herausragende jüngere Darstellerin in einer Dramaserie (Outstanding Younger Performer in a Drama Series) nominiert. Ihr Filmdebüt gab sie 2023 als erste Schauspielerin mit lateinamerikanischer Herkunft in der Rolle als Supergirl im Film The Flash. 2024 war Calle im US-amerikanischen Spielfilm In The Summers in einer Hauptrolle zu sehen.

## Filmografie (Auswahl)
- 2017: Socially Awkward (Miniserie)
- 2018–2021: Schatten der Leidenschaft (The Young and the Restless, Fernsehserie)
- 2023: The Flash
- 2024: In The Summers
- 2024: On Swift Horses

## Auszeichnungen
Nominiert
- 2020: Daytime Emmy Award in der Kategorie „Outstanding Younger Performer in a Drama Series“[4]